# SO-04K
ドコモ スマートフォン Xperia XZ2 Premium SO-04K（ドコモ スマートフォン エクスペリア エックスゼットツー プレミアム エスオーゼロヨンケー）は、ソニーモバイルコミュニケーションズによって開発された、NTTドコモの第4世代移動通信システム（PREMIUM 4G）・第3.9世代移動通信システム（Xi）・第3世代移動通信システム（FOMA）対応端末である。ドコモ スマートフォン（第2期）のひとつ。

## 概要
SO-04Jの後継機種で、ドコモ向けXperiaのPremiumシリーズにおいては三代目に当たる機種でもあり、4K HDR対応ディスプレイやデュアルカメラを採用し三代目としては完成度が非常に高くこれでこそPremiumシリーズの集大成とも言えるモデルである。キャッチコピーは「Xperia初のデュアルカメラを搭載。スマホの常識を凌駕する、プレミアムなXperia。」。なお本機はNTTドコモのみではなく、発表が早かったものの発売はやや遅れて登場しPremiumシリーズの投入が初めてとなったau向けにも供給している。
ボディーは他のXZ2シリーズと同様にフォームファクタを一新し、手に馴染みやすく全体的に丸みを帯びたデザインとなっている。またこれまでのPremiumシリーズと同じく両面ガラスと質感の高い素材を採用しているのも大きな特徴。なおXperiaを象徴するシンボルである電源キーはごく一般的な形に変更したが、ボタンをシンメトリー配置にしたことで誤動作の軽減に貢献している。指紋センサーについては背面に移動したがボディー形状やメインカメラの関係上操作し辛い配置となった為馴れる必要がある。重量も236gあり、各他社のハイエンド系スマートフォンより一段と重く感じる。従来機種にあったヘッドフォン端子は廃止になった為、ヘッドフォンを利用するには付属のType-C変換アダプタやBluetoothを本機に接続する必要がある。
メインカメラはキャッチコピーの言う通りにXperiaシリーズでは初めてとなるデュアルカメラを搭載した。下部には1920万画素のメモリ(DRAM)を内蔵したカラーセンサー(1/2.3型・Motion Eye・F値1.8・ピッチ数1.22μm)を、上部には1220万画素のモノクロセンサー(1/2.3型・F値1.6・ピッチ数1.55μm)をそれぞれ背面中央に配置している。またGレンズにはより明るく改良したほか、画像処理エンジンは新たに「AUBE」を採用。この組み合わせにより、デジタル一眼レフ並みの高感度撮影を実現した。他にもメインカメラの下部(カラーセンサー)は4K HDR(24fps記録)や1080pに対応したスーパースローモーション等の動画撮影も可能。インカメラは引き続き1320万画素とスマートフォンの中ではトップクラスの画素数である。
ディスプレイは引き続きHDRに対応した4K相当で、サイズは0.3インチ大きくなり、ホワイトの配列を加えることにより明るさも先代に比べて約30%向上した。精細感や自然な色合いを再現するアップコンバート機能や高性能映像処理エンジンも搭載する。
パフォーマンス性能は他のXZ2シリーズと共用するクアルコム製の「SDM845」チップセットを採用。またシステムメモリの容量は1 Ⅱが発表されるまではシリーズ最大クラスとなる6GBを搭載し、他のXperiaシリーズよりもスムーズで快適な動作が可能である。
機能面では動画や音楽・対応ゲームといったコンテンツに合わせて本体が振動する「ダイナミックバイブレーションシステム」やハイレゾ音源の再生なども対応している。また国内向けのXperiaシリーズとしては初のおくだけ充電をXZ2と共に搭載した。
なおソニーモバイルはのちにXperia 1の展開を開始した事に伴い、同時にPremiumシリーズの新規開発を終了したため本機がPremiumシリーズの最終機種となった。

## 主な機能
| 主な対応サービス                                                             | 主な対応サービス                                      | 主な対応サービス                     | 主な対応サービス                                                  |
| ---------------------------------------------------------------------------- | ----------------------------------------------------- | ------------------------------------ | ----------------------------------------------------------------- |
| タッチパネル/加速度センサー                                                  | PREMIUM 4G/Xi/FOMAハイスピード/VoLTE(HD+対応)         | Bluetooth                            | dカード/おサイフケータイ/NFC/かざしてリンク/トルカ/おくだけ充電   |
| ワンセグ/フルセグ                                                            | メロディコール                                        | テザリング                           | Wi-Fi IEEE802.11a/b/g/n/ac                                        |
| GPS                                                                          | ドコモメール/電話帳バックアップ                       | デコメール/デコメ絵文字/デコメアニメ | iチャネル                                                         |
| エリアメール/ソフトウェアーアップデート自動更新/生体認証 (指紋／虹彩)/スグ電 | デジタルオーディオプレーヤー(WMA・MP3他)/ハイレゾ音源 | GSM/3Gローミング(WORLD WING)         | フルブラウザ/Flash Player                                         |
| Google Play/dメニュー/dマーケット                                            | Gmail/Google Drive/YouTube/Google Photos              | バーコードリーダ/名刺リーダ          | ドコモ地図ナビ/ドコモ ドライブネット/Google Maps/ストリートビュー |

## 歴史
- 2018年4月16日（現地時間） - ソニーモバイルコミュニケーションズよりグローバルモデル発表。この時点で日本国内での発売は未定だった[7]。
- 2018年5月16日 - NTTドコモより公式発表。
- 2018年7月27日 - 発売開始[8]。

## アップデート・不具合など
2018年8月28日のアップデート
- デュアルカメラを使ったぼかしやモノクロ撮影に対応する。
- 通話時に画面が消える不具合を修正。
- セキュリティパッチレベルが2018年8月に更新される。
- ビルド番号が51.1.B.4.53から51.1.B.10.36になる。

2018年10月25日のアップデート
- ストップウォッチが60分(一時間)で停止する不具合を修正。
- セキュリティパッチレベルが2018年10月に更新される。
- ビルド番号が51.1.B.10.36から51.1.B.10.54になる。

2019年1月8日のOSバージョンアップに伴うアップデート
- Android OSのバージョンが9(Pie)になる。
- バッテリーの自動調整モードを追加。
- 表示画面の向きを維持する事が出来る「ワンタッチ固定」機能を追加。
- カメラのユーザーインターフェースを刷新。
- 撮影サイズに1:1(スクエア)モードを追加。
- 画像処理エンジン「AUBE」の精度を強化し画質が向上された。
- 3Dクリエイターに表情機能を追加。
- アルバムアプリにヘッダースライドショーの設定を追加。
- アンビエント表示(バックライト消灯したまま画面を表示出来る機能)の内容、ステータスアイコンなど各種UIの調整や変更。
- 音楽データのアーティスト名が表示されない不具合を修正。
- セキュリティパッチレベルが2018年11月に更新される。
- ビルド番号が51.1.B.4.53・51.1.B.10.36・51.1.B.10.54のいずれかが52.0.B.8.12になる[11]。

2019年1月29日のアップデート
- アラームが停止した後もロック画面の時計にアラームアイコンが表示される不具合を修正。
- セキュリティパッチレベルが2019年1月に更新される。
- ビルド番号が52.0.B.8.12から52.0.B.9.49になる[12]。

2019年2月27日のアップデート
- ごく稀にタッチパネルが正常に反応しない不具合を修正。
- ビルド番号が52.0.B.8.12・52.0.B.9.49のどちらかが52.0.B.9.62になる[13]。

2019年4月16日のアップデート
- 通話時の相手に音声が途切れて聞こえる不具合を修正。
- 2月27日の更新時に実施したタッチパネルが反応しない不具合を再修正。
- セキュリティパッチレベルが2019年3月に更新される。
- ビルド番号が52.0.B.8.12・52.0.B.9.49・52.0.B.9.62のいずれかが52.0.B.9.103になる。

2019年5月29日のアップデート
- 品質改善ならびに細かな不具合を修正。
- セキュリティパッチレベルが2019年5月に更新される。
- ビルド番号が52.0.B.8.12・52.0.B.9.49・52.0.B.9.62・52.0.B.9.103のいずれかが52.0.B.9.147になる。

2019年7月30日のアップデート
- 写真撮影時にプレビュー画面でフリーズする不具合を修正。
- セキュリティパッチレベルが2019年7月に更新される。
- ビルド番号が52.0.B.9.147から52.0.B.9.212になる[14]。

2019年10月7日のアップデート
- 品質改善ならびに細かな不具合を修正。
- セキュリティパッチレベルが2019年9月に更新される。
- ビルド番号が52.0.B.9.147・52.0.B.9.212のどちらかが52.0.B.9.263になる。

2019年11月25日のアップデート
- 品質改善ならびに細かな不具合を修正。
- セキュリティパッチレベルが2019年11月に更新される。
- ビルド番号が52.0.B.9.147・52.0.B.9.212・52.0.B.9.263のいずれかが52.0.B.9.294になる。

2020年2月12日のアップデート
- 品質改善ならびに細かな不具合を修正。
- セキュリティパッチレベルが2020年1月に更新される。
- ビルド番号が52.0.B.9.147・52.0.B.9.212・52.0.B.9.263・52.0.B.9.294のいずれかが52.0.B.9.330になる。

2020年3月3日のOSバージョンアップに伴うアップデート
- Android OSのバージョンが10になる。
- 消費電力や視力低下を軽減する「ダークテーマ」機能を追加。
- 画面端のスワイプで戻ると起動中のアプリ操作が行える「ジェスチャーナビゲーション」機能を追加[16]。
- アプリの起動時に位置情報が使用中の場合のみ許可の設定が行えるようになった。
- 電話UIが変更し、履歴や連絡先などの位置を下に変更し、スワイプによる切替方式ほか一部機能が廃止になる。
- クイックパネルやステータスアイコンなど各種UIの調整や変更。
- ビルド番号の52.0.B.9.294より以前アップデートしていないユーザーがこの更新を実行した場合には2020年1月のセキュリティパッチが適用される[17]。
- 更新後のビルド番号が52.1.B.0.188で、全てのAndroid OSソフトウェアバージョンが対象となっている[18]。

2020年4月6日のアップデート
- ごく稀にアラームが鳴らない不具合を修正。
- セキュリティパッチレベルが2020年3月に更新される。
- ビルド番号が52.1.B.0.188から52.1.B.0.232になる[12]。

2020年6月8日のアップデート
- 品質改善ならびに細かな不具合を修正。
- セキュリティパッチレベルが2020年5月に更新される。
- ビルド番号が52.1.B.0.188・52.1.B.0.232のどちらかが52.1.B.0.266になる。

2020年7月21日のアップデート
- 特定画像を壁紙に設定すると稀にフリーズあるいは再起動してしまう不具合を修正。
- セキュリティパッチレベルが2020年7月に更新される。
- ビルド番号が52.1.B.0.188・52.1.B.0.232・52.1.B.0.266のいずれかが52.1.B.0.332になる。